# Bledzew (gmina)
Bledzew – gmina wiejska w województwie lubuskim, w powiecie międzyrzeckim. W latach 1975–1998 gmina położona była w województwie gorzowskim.
Siedziba gminy to Bledzew.
Według danych z 30 czerwca 2004 gminę zamieszkiwały 4632 osoby.

## Struktura powierzchni
Według danych z roku 2002 gmina Bledzew ma obszar 247,58 km², w tym:
- użytki rolne: 35%
- użytki leśne: 57%

Gmina stanowi 17,84% powierzchni powiatu.

## Demografia

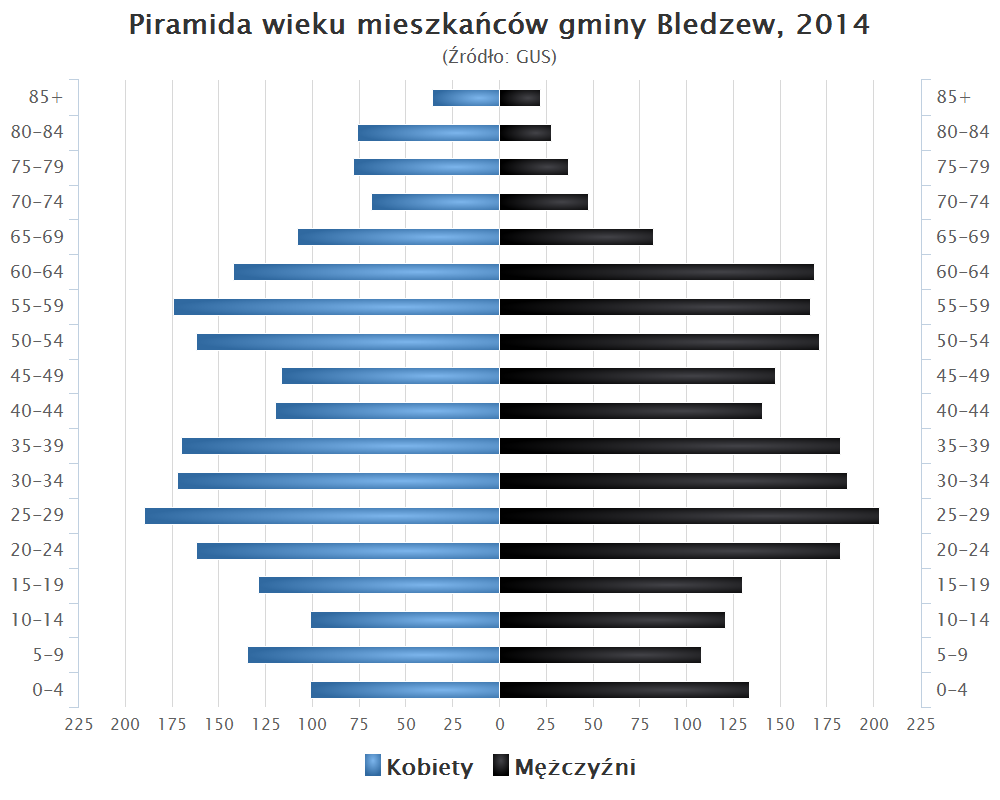
Piramida wieku mieszkańców gminy Bledzew w 2014 roku

Dane z 30 czerwca 2004:
| Opis                              | Ogółem | Ogółem | Kobiety | Kobiety | Mężczyźni | Mężczyźni |
| --------------------------------- | ------ | ------ | ------- | ------- | --------- | --------- |
| jednostka                         | osób   | %      | osób    | %       | osób      | %         |
| populacja                         | 4632   | 100    | 2281    | 49,2    | 2351      | 50,8      |
| gęstość zaludnienia (mieszk./km²) | 18,7   | 18,7   | 9,2     | 9,2     | 9,5       | 9,5       |

## Wsie
Bledzew, Chycina, Goruńsko, Nowa Wieś, Osiecko, Popowo, Sokola Dąbrowa, Stary Dworek, Templewo, Zemsko.

## Pozostałe miejscowości lub ich części
Bledzewka, Dębowiec, Elektrownia, Katarzynki, Kleszczewo, Kryl, Krzywokleszcz, Małoszewo, Pniewo, Strużyny, Templewko, Tymiana.
Ponadto 2 leśniczówki: Popowo (7 mieszkańców) i Stary Dworek (2 mieszkańców).

## Sąsiednie gminy
Deszczno, Lubniewice, Międzyrzecz, Przytoczna, Skwierzyna, Sulęcin